# Bakoubly
Bakoubly ou Bakoubli  est une localité de l'ouest de la Côte d'Ivoire, et appartenant au département de Toulepleu, Région du Moyen Cavally. La localité de Bakoubly est un chef-lieu de commune.